# Attagenus rufipennis
Attagenus rufipennis is een keversoort uit de familie spektorren (Dermestidae). De wetenschappelijke naam van de soort werd in 1859 gepubliceerd door John Lawrence LeConte.